# Panasonic Cycle Technology
 (janvier 2022).
Si vous disposez d'ouvrages ou d'articles de référence ou si vous connaissez des sites web de qualité traitant du thème abordé ici, merci de compléter l'article en donnant les références utiles à sa vérifiabilité et en les liant à la section « Notes et références ».
Panasonic Cycle Technology Co., Ltd. (パナソニック サイクルテック株式会社, Panasonikku Saikuru Tekku Kabushiki-gaisha), anciennement ナショナル自転車工業株式会社 (Nashonaru Jitensha Kōgyō, National Cycle Industries) 工業株式会社 est un fabricant japonais de vélos et d'accessoires vélo.

## Histoire

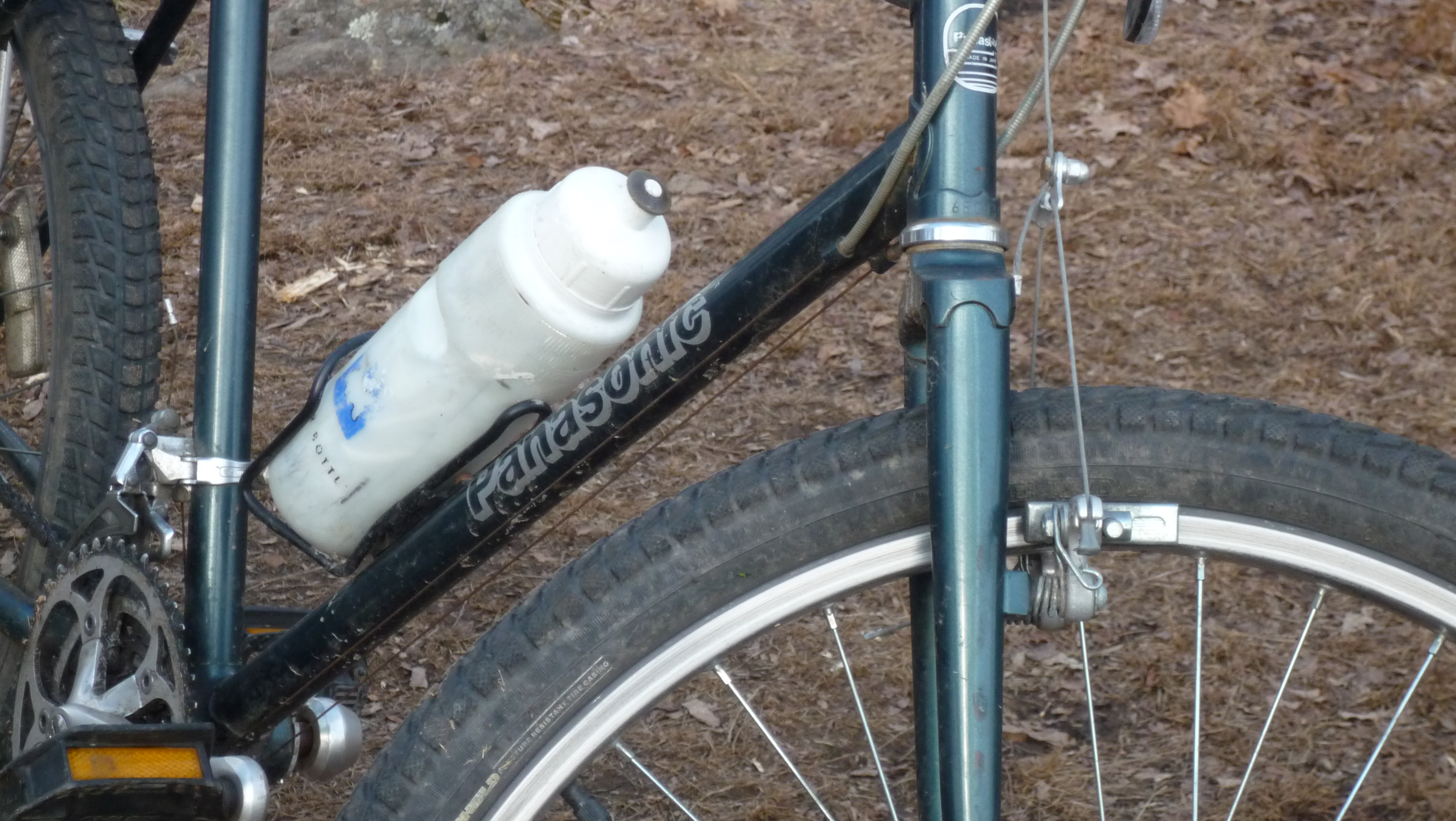
VTT Panasonic de la fin des années 1980.

La marque « Panasonic » était (avec la marque « National ») utilisée par Matsushita pour les vélos bien avant que Matsushita ne change de nom et devienne Panasonic. Konosuke Matsushita a grandi avec une famille qui possédait un magasin de vélos et qui a toujours eu un amour et une passion pour les vélos. Il a ensuite fondé la gamme de vélos Panasonic. Les bicyclettes Panasonic sont fabriquées en acier, en aluminium et en titane. Certains des modèles de route ont été utilisés dans le Tour de France.  
Panasonic Cycle est principalement présente dans le marché japonais des bicyclettes. En dehors du marché japonais, la marque propose les pneus Panaracer. 
Panasonic a concurrencé des fabricants de bicyclettes comme Miyata, Bridgestone, Maruishi, Nichibei Fuji et Motobécane. Les types de bicyclettes produites par Panasonic sont variés : mamachari, commuter, route, touring, e-bike, modèles de course sur piste. Selon le Panasonic Bike Museum, d'autres producteurs de vélos ont vendu des bicyclettes Panasonic rebadgées, tels que Royce Union, Schwinn et Raleigh.